# 3820 Соваль
3820 Соваль (3820 Sauval) — астероїд головного поясу, відкритий 25 лютого 1984 року.
Тіссеранів параметр щодо Юпітера — 3,221.
Названо на честь французького історика Анрі Соваля фр. Henri Sauval, (1623-1676).